# Cumberland (Maryland)
Cumberland és una població dels Estats Units a l'estat de Maryland. Segons el cens del 2000 tenia 21.591 habitants.

## Demografia
Segons el cens del 2000, Cumberland tenia 21.518 habitants, 9.538 habitatges, i 5.436 famílies. La densitat de població era de 916 habitants per km².
Dels 9.538 habitatges en un 25,1% hi vivien nens de menys de 18 anys, en un 39,7% hi vivien parelles casades, en un 13,8% dones solteres, i en un 43% no eren unitats familiars. En el 37,8% dels habitatges hi vivien persones soles el 18,5% de les quals corresponia a persones de 65 anys o més que vivien soles. El nombre mitjà de persones vivint en cada habitatge era de 2,2 i el nombre mitjà de persones que vivien en cada família era de 2,9.
Per edats la població es repartia de la següent manera: un 0% tenia menys de 18 anys, un 0% entre 18 i 24, un 0% entre 25 i 44, un 0% de 45 a 60 i un 20,7% 65 anys o més.
L'edat mediana era de 41 anys. Per cada 100 dones de 18 o més anys hi havia 81,3 homes.
La renda mediana per habitatge era de 25.142$ i la renda mediana per família de 34.500$. Els homes tenien una renda mediana de 29.484$ mentre que les dones 20.004$. La renda per capita de la població era de 15.813$. Entorn del 15,3% de les famílies i el 19,8% de la població estaven per davall del llindar de pobresa.

## Poblacions més properes
El següent diagrama mostra les poblacions més properes.